# Lespesses
Lespesses és un municipi francès situat al departament del Pas de Calais i a la regió dels Alts de França. L'any 2007 tenia 419 habitants.

## Demografia

### Població
El 2007 la població de fet de Lespesses era de 419 persones. Hi havia 168 famílies de les quals 40 eren unipersonals (12 homes vivint sols i 28 dones vivint soles), 52 parelles sense fills, 64 parelles amb fills i 12 famílies monoparentals amb fills.
La població ha evolucionat segons el següent gràfic:
Habitants censats

### Habitatges
El 2007 hi havia 176 habitatges, 168 eren l'habitatge principal de la família, 3 eren segones residències i 5 estaven desocupats. Tots els 176 habitatges eren cases. Dels 168 habitatges principals, 150 estaven ocupats pels seus propietaris, 14 estaven llogats i ocupats pels llogaters i 4 estaven cedits a títol gratuït; 8 tenien dues cambres, 26 en tenien tres, 40 en tenien quatre i 95 en tenien cinc o més. 141 habitatges disposaven pel capbaix d'una plaça de pàrquing. A 60 habitatges hi havia un automòbil i a 88 n'hi havia dos o més.

### Piràmide de població
La piràmide de població per edats i sexe el 2009 era:
| Homes | Edats   | Dones |
| ----- | ------- | ----- |
| 0     | 95 o +  | 0     |
| 0     | 90 a 94 | 0     |
| 8     | 85 a 89 | 0     |
| 0     | 80 a 84 | 4     |
| 4     | 75 a 79 | 16    |
| 4     | 70 a 74 | 8     |
| 12    | 65 a 69 | 12    |
| 12    | 60 a 64 | 12    |
| 8     | 55 a 59 | 8     |
| 4     | 50 a 54 | 12    |
| 20    | 45 a 49 | 12    |
| 24    | 40 a 44 | 16    |
| 16    | 35 a 39 | 12    |
| 12    | 30 a 34 | 16    |
| 16    | 25 a 29 | 16    |
| 12    | 20 a 24 | 4     |
| 16    | 15 a 19 | 24    |
| 8     | 10 a 14 | 12    |
| 16    | 5 a 9   | 8     |
| 4     | 0 a 4   | 20    |

## Economia
El 2007 la població en edat de treballar era de 282 persones, 193 eren actives i 89 eren inactives. De les 193 persones actives 176 estaven ocupades (101 homes i 75 dones) i 17 estaven aturades (1 home i 16 dones). De les 89 persones inactives 38 estaven jubilades, 20 estaven estudiant i 31 estaven classificades com a «altres inactius».

### Ingressos
El 2009 a Lespesses hi havia 170 unitats fiscals que integraven 422 persones, la mediana anual d'ingressos fiscals per persona era de 18.343 €.

### Activitats econòmiques
Dels 5 establiments que hi havia el 2007, 1 era d'una empresa de construcció, 1 d'una empresa d'hostatgeria i restauració, 1 d'una empresa financera i 2 d'empreses de serveis.
L'únic servei als particulars que hi havia el 2009 era una fusteria.
L'any 2000 a Lespesses hi havia 4 explotacions agrícoles que ocupaven un total de 148 hectàrees.

## Equipaments sanitaris i escolars
El 2009 hi havia una escola elemental integrada dins d'un grup escolar amb les comunes properes formant una escola dispersa.

## Poblacions més properes
El següent diagrama mostra les poblacions més properes.